# Pädagogische Universität Sultan Idris

Sultan Idris Education University Sultan Abdul Jalil Campus entrance

Die Pädagogische Universität Sultan Idris (mal. Universiti Pendidikan Sultan Idris, engl. Sultan Idris University of Education) (UPSI) in Tanjung Malim, im Bundesstaat Perak ist eine staatliche Pädagogische Universität in Malaysia. Sie wurde 1922 gegründet und ist nach Sultan Idris benannt, den 28. Sultan von Perak von 1889 bis 1916.

## Geschichte
Vorüberlegungen für eine eigenständige Pädagogische Hochschule in Malaysia gab es bereits zu Beginn des 20. Jahrhunderts. Auf Betreiben des britischen Orientalisten Richard Olaf Winstedts wurde 1916 der Beschluss gefasst, ein Teachers College aufzubauen und 1919 mit den Bauarbeiten in Tanjong Malim begonnen. Der Standort wurde auch wegen der fruchtbaren Böden in dieser Stadt gewählt, da zur damaligen Zeit ein nicht unbeträchtlicher Teil des Curriculum aus landwirtschaftlichen Fächern bestand. 1922 wurde dann das Sultan Idris Training College (SITC) mit 120 Studenten und zwölf Dozenten eröffnet. Die ersten Abschlüsse wurden 1924 verliehen. In den nächsten Jahren wuchs das College beständig und 1957 wurde der Name ins malaiische in Maktab Perguruan Sultan Idris (MPSI) geändert. Die ersten weiblichen Studenten wurden 1976 aufgenommen und 1987 der Name der Hochschule in Institut Perguruan Sultan Idris engl. Sultan Idris Teachers Institute IPSI geändert. Mit dem neuen Status als Institut wurden neue Studiengänge eingeführt und Abschlüsse in Kooperation der Universiti Pertanian Malaysia der heutigen Putra Universität vergeben. 1997 erhielt das Institut den Status einer Universität und den heutigen Namen. Der Studienbetrieb als Universität startete im gleichen Jahr mit 350 Studenten.

## Organisation
Die Hochschulleitung besteht aus dem Vice-Chancellor und mehreren Deputy-Vice-Chancellors. Der Chancellor und die Pro-Chancellors sind Ehrenämter und werden durch bekannte Persönlichkeiten besetzt, während das hauptamtliche Management der Universität durch den Vice-Chancellor geleitet wird. Die gesamte Hochschulleitung wird durch ein Board of Directors beaufsichtigt. Die Universität ist in folgende Fakultäten und Institute gegliedert:
- Faculty of Languages and Communication
- Faculty of Music and Performing Arts
- Faculty of Education and Human Development
- Faculty of Science and Mathematics
- Faculty of Art, Computing and Creative Industries
- Faculty of Management and Economics
- Faculty of Sport Science and Coaching
- Faculty of Human Sciences
- Faculty of Technical and Vocational Education
- Institute of Graduate Studies